# شهرستان سون‌وو
شهرستان سون‌وو (به چینی: 孙吴县) یک شهرستان در استان هئی‌لونگ‌جیانگ چین است که در تابعیت شهر هئی‌هه قرار دارد.
شهرستان سون‌وو ۴٬۳۱۳٫۳۶ کیلومتر مربع مساحت و ۷۳٬۳۸۷ نفر جمعیت دارد و ۲۲۶ متر بالاتر از سطح دریا واقع شده‌است.

## تقسیمات اداری
شهرستان سون‌وو به ۱ ناحیه، ۳ شهرک، ۸ قصبه، و ۱ قصبه خودمختار (مشترکاً برای منچوها و دائورها) تابعه تقسیم شده است. یازده «میدان» هم‌سطح قصبه نیز تابع این شهرستان می‌باشند، مانند نواحی اداری مزارع، مراتع، و معادن.
- ناحیه منطقهٔ شهری سون‌وو (سون‌وو چنگ‌چو) (孙吴城区街道، Sūnwú chéngqū jiēdào)

- شهرک چن‌چینگ (辰清镇، Chénqīng zhèn)
- شهرک سون‌وو (孙吴镇، Sūnwú zhèn)
- شهرک شی‌شینگ (西兴乡، Xīxìng zhèn)

- قصبه چون‌شان (群山乡، Qúnshān xiāng)
- قصبه چینگ‌شی (清溪乡، Qīngxī xiāng)
- قصبه ژنگ‌یانگ‌شان (正阳山乡، Zhèngyángshān xiāng)
- قصبه فن‌دوو (奋斗乡، Fèndòu xiāng)
- قصبه وونیوهه (卧牛河乡، Wòniúhé xiāng)
- قصبه هونگ‌چی (红旗乡، Hóngqí xiāng)
- قصبه یاوتون (腰屯乡، Yāotún xiāng)

- ‌ قصبه قومیتی منچو و دائور یان‌جیانگ
  - (沿江满族达斡尔族乡، Yánjiāng mǎnzú dáwò'ěrzú xiāng)
  - (ᠶᠠᠨ ᠵᡳᠶᠠᠩ ᠮᠠᠨᠵᡠ ᡠᡴᠰᡠᡵᠠ ᡩᠠᡥᡡᡵ ᡠᡴᠰᡠᡵᠠ ᡤᠠᡧᠠᠨ، yan jiyang manju uksura dahūr uksura gašan)